# Карл I фон Хоенцолерн
Карл I фон Хоенцолерн (на немски: Karl I von Hohenzollern, * 1516 в Брюксел, † 18 март 1576 в дворец Зигмаринген) е от 1525 до 1575 г. граф на Хоенцолерн от швабската линия на Дом Хоенцолерн. Той е имперски дворцов президент и от 1558 до 1576 г. граф на Хайгерлох.
Карл е най-възрастният син на граф Айтел Фридрих III фон Хоенцолерн (1494–1525) и съпругата му Йохана ван Витхем († 1544), дъщеря на Филип, господар на Берсел и Баутерсем. Дядо му Айтел Фридрих II фон Хоенцолерн е голям приятел с император Максимилиан I фон Хабсбург.
Император Карл V е приятел на баща му и негов кръстник. Елеонора Кастилска, кралицата на Португалия, е също негова кръстница. Добрите връзки с Карл V дават възможност по-късно на Карл да взема високи позиции в империята. Карл V му финансира от неговия 12 рожден ден обучение в Мадрид. През 1534 г. той получава от император Карл V графство Зигмаринген и графство Феринген.
Първият Цолернски домашен закон от 1575 г. определя въвеждането на Примогенитурата за наследството.

## Фамилия
Карл I се жени на 11 февруари 1537 г. за Анна фон Баден-Дурлах (* април 1512, † сл. 1579), дъщеря на маркграф Ернст от Баден-Дурлах. Те имат децата:
- Ферфрид (1538 – 1556),
- Мария (1544 – 1611), омъжена за Швайкхард фон Хелфенщайн (1539 – 1599), президент на имперския съд, императорски щатхалтер на Тирол, писател
- Айтел Фридрих IV (1545 – 1605), граф на Хоенцолерн-Хехинген
- Карл II (1547 – 1606), граф на Хоенцолерн-Зигмаринген
- Йохана (1548 – 1604), омъжена на 13 януари 1564 г. в Мюнхен за граф Вилхелм II Йотинген-Валерщайн-Шпилберг (1544 – 1602)
- Мария Якобея (1549 – 1578), омъжена на 8 август 1563 г. в Зигмаринген за Леонхард V фон Харах-Рорау (1542 – 1597)
- Елеонора (1551 – 1598), омъжена на 6 май 1572 г. в Зигмаринген за фрайхер и „трушсес“ Карл фон Валдбург-Траухбург (1548 – 1593)
- Кристоф (1552 – 1592), граф на Хоенцолерн-Хайгерлох
- Магдалена (1553 – 1571), монахиня в Холц
- Йоахим (1554 – 1587), граф на Цолерн
- Кунигунда (1558 – 1595), монахиня в Инцигкофен